# 竹島に関する動画
竹島に関する動画（たけしまにかんするどうが）とは外務省によって公開されている動画であり、竹島は日本領であるということを主張することが目的とされている。外務省は2013年10月16日に「竹島に関する動画」と言うタイトルの1分27秒の動画をYouTubeに投稿した。10月31日には「Takeshima - Seeking a Solution based on Law and Dialogue」というタイトルの、英語で竹島の領有権を主張する1分59秒の動画を投稿した。この動画が投稿されたことに対して韓国政府は日本政府に抗議しており、動画を削除することを求めている。外務省は年内にもこの動画の10言語版を作成して公開していくとのことであり、竹島は日本領であるという事の主張を強めていくもよう。